# Mitul eternei reîntoarceri
Mitul eternei reîntoarceri (Le mythe de l'éternel retour) este una dintre cele mai importante lucrări conceptuale ale scriitorului român Mircea Eliade, publicată pentru prima dată în Paris, în 1949. A fost publicată și sub denumirea Spațiu și istorie. Mircea Eliade a considerat această carte ca fiind cea mai importantă lucrare și a recomandat începerea studierii istoriei religiei și a societăților „primitive” cu ajutorul ei.
Cartea este dedicată modului în care o persoană experimentează și interpretează istoria. Ea descrie o viziune mitologică asupra lumii inerente societăților tradiționale și arhaice, o viziune a lumii care se opune unui timp istoric specific și este caracterizată de nostalgia revenirii la perioada mitologică. Această atitudine a ajutat reprezentanții societăților tradiționale să mențină o legătură între ei și spațiul exterior. Cartea discută, de asemenea, diferențele dintre această poziție și poziția oamenilor în societatea modernă. 

## Cuprins
Cartea este formată din patru capitole: I. Arhetipuri și repetare, II Regenerarea timpului, III „Nefericire” și „istorie”, IV „Teroarea istoriei”.